# Croton maracayuensis
Espèce
Classification APG II (2003)
Croton maracayuensis est une espèce de plantes à fleurs du genre Croton et de la famille Euphorbiaceae présente au Paraguay.